# Sigismund Borlea
Sigismund Borlea (în maghiară Borlea Zsigmond) (n. 1827, Șiria, Imperiul Austriac – d. 1883, Baia de Criș, Hunedoara, România) a fost prim-notar al Comitatului Zarand pe toată durata de existență a comitatului (1861–1876) și deputat în Dieta de la Budapesta în perioada 1865–1878.

## Biografie
S-a născut ca fiu al preotului Mihai Borlea (1801–1865) și al Mariei Vancu (1802–1845). A fost unchi de gradul V pentru Ioan Slavici și de gradul VI pentru Ioan Rusu Șirianu, ascendentul comun fiind bunicul patern al lui Sigismund, Mihai senior. A studiat teologia la Institutul Preparandial Pedagogic din Arad și filozofia la Pozsony, iar după alte surse dreptul la Universitatea din Budapesta.

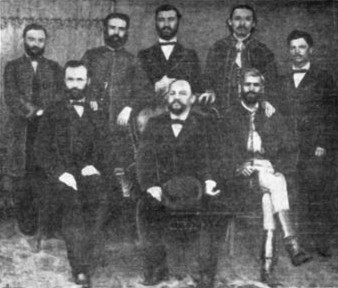
Pe scaune: Iosif Hodoş, vicecomite, deputat de Brad; Ioan Pipoş, comite suprem, Sigismund Borlea, protonotar, deputat de Hălmagiu.
În picioare: Ioan Moţiu, jude de tribunal; George Secula, vicenotar, fisc comitatens; Ioan Frâncu, fisc comitatens; Haralambie Munteanu, notar la comitat; Ioan Coşeriu, asesor.
Lipseşte: Amoş Frâncu (senior), vicecomite.

În timpul Revoluției de la 1848 aderă la ideile revoluționare a lui Kossuth și activează în Dieta de la Debrețin. A fost protonotar la Șiria și Baia de Criș unde, alături de Ioan Pipoș și Amoș Frâncu (senior) a făcut parte din administrația românească a Comitatului Zarand ca protonotar (prim-notar) pe toată durata de existență a comitatului (1861–1876). După desființarea comitatului a rămas notar la Baia de Criș până la moarte. A fost înmormântat în Cimitirul Eroilor din Țebea.

## Deputat în Dieta de la Budapesta

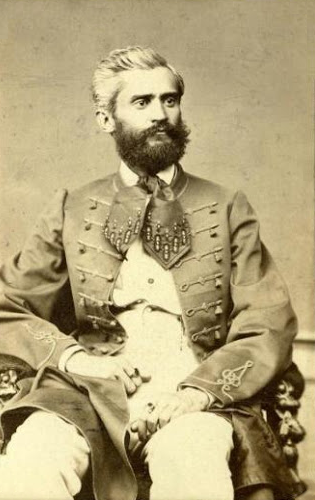
În Dieta de la Budapesta

A reprezentat Hălmagiul în Dieta de la Budapesta, în patru legislaturi succesive: 1865–1869, 1869–1872, 1872–1875 și 1875–1878.
Ca deputat, împreună cu Iosif Hodoș a susținut interesele Zarandului, ale școlilor românești și ale românilor în general. Abnegația sa a generat expresia „Zarandul — țara lui Borlea”. A combătut legea pentru exercitarea puterii judecătorești, care îngrădea dreptul comitatului de numire a funcționarilor români în justiție. A cerut subvenții pentru înființarea gimnaziilor românești de la Șomcuta Mare, Brașov și Brad și pentru înființarea Teatrului Român (nu s-au acordat). A susținut dreptul naționalităților de a se exprima în limba națională și dreptul de a participa la viața administrativă prin reprezentare proporțională.
A cerut nu numai menținerea Comitatului Zarand, ci și — deoarece era foarte mic — extinderea lui cu unele comune de pe malul drept al Mureșului din Comitatul Inidoarei (Hunedoarei), și din zona Câmpenilor. Nu numai că nu s-a aprobat, ba din contra, în 1876 comitatul a fost desființat — motivul fiind „cuibul lui Hodoșiu și Borlea să fie șters de pe fața pamântului” — și divizat în două părți, care au fost alipite comitatelor Arad și Hunedoara.
La 4 decembrie 1876 Borlea a adus la cunoștința Camerei deputaților din Parlament că în mai multe localități din Transilvania și Banat s-au înființat școli comunale din fondurile fostelor regimente grănicerești, dar guvernul își aroga dreptul de a numi învățătorii, cu scopul de a le maghiariza. Deoarece românii au încercat să le pună sub protecția bisericii, dându-le un caracter confesional, autoritățile locale n-au mai permis deschiderea lor.